# يوهان بوب
يوهان بوب (و. 1837 – 1915 م) هو مهندس معماري ألماني، ولد في بريمن، توفي عن عمر يناهز 78 عاماً.

## معرض صور

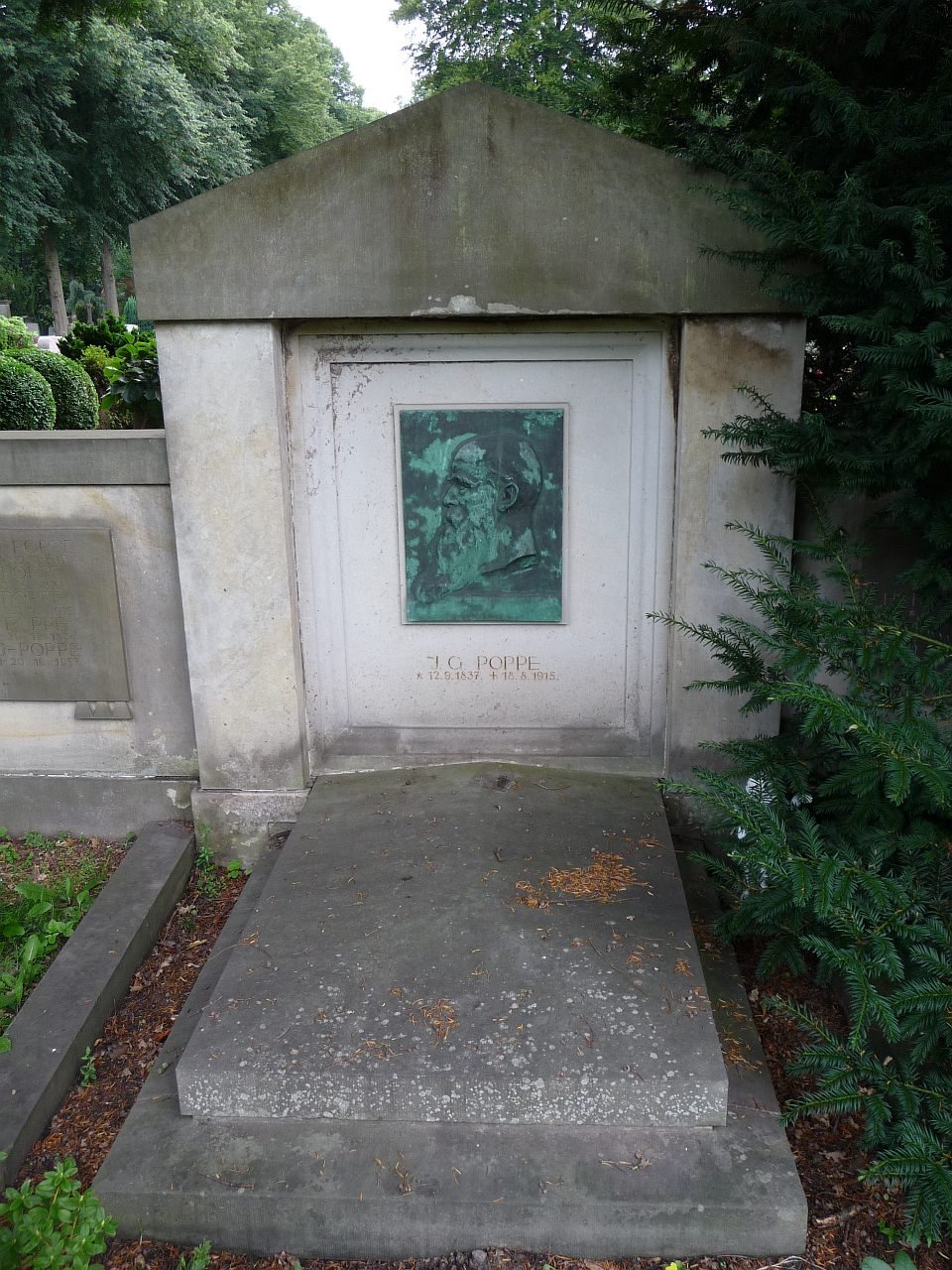
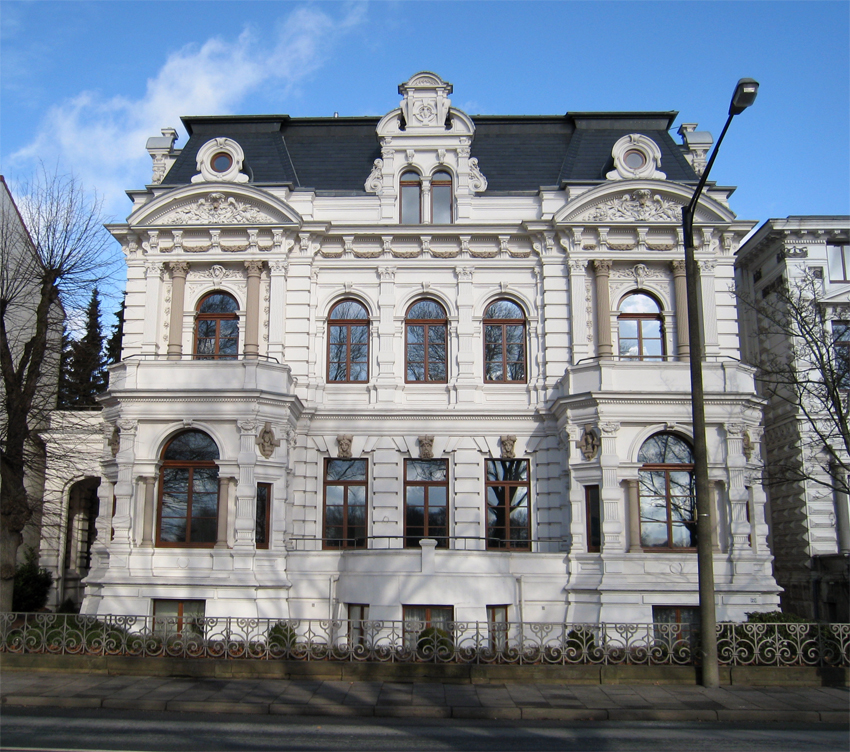
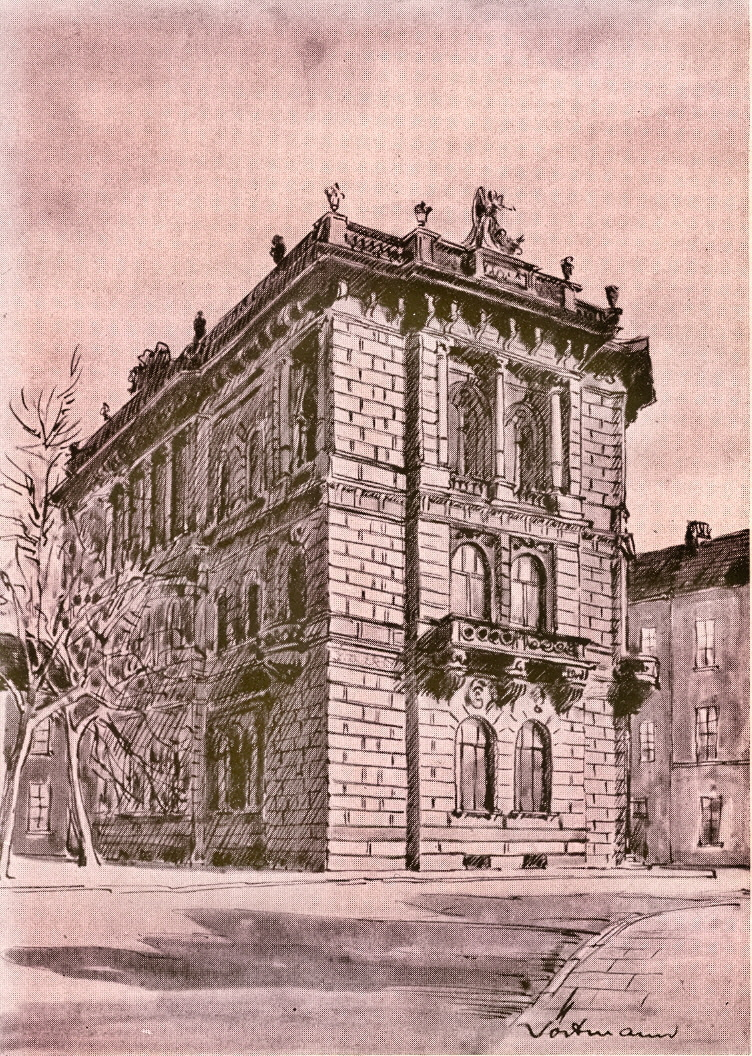
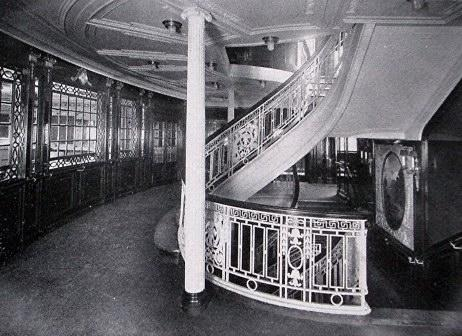